# اتفاق وقف إطلاق النار في مرتفعات قره باغ 2020
اتفاق وقف إطلاق النار في مرتفعات قره باغ لعام 2020 هو اتفاق هدنة أنهى حرب مرتفعات - قره باغ عام 2020. ووقعه في 9 نوفمبر رئيس أذربيجان إلهام علييف، ورئيس وزراء أرمينيا، نيكول باشينيان، ورئيس روسيا فلاديمير بوتين، وأنهى جميع الأعمال العدائية في منطقة مرتفعات - قره باغ اعتبارا من الساعة 00:00، 10 نوفمبر 2020 بتوقيت موسكو. كما وافق رئيس جمهورية أرتساخ المعلنة ذاتيا أراييك هاروتيونيان على وضع حد للأعمال العدائية.

## الخلفية
بدأت أعمال القتال من جديد بين أذربيجان وجمهورية أرتساخ المعلنة من جانب واحد في 27 سبتمبر 2020. حققت أذربيجان العديد من المكاسب الإقليمية على مدى الأسابيع الستة التالية والتي توجت بالسيطرة على مدينة شوشا ذات الأهمية الاستراتيجية في أعقاب معركة شرسة دفعت الأطراف إلى الاتفاق على توقيع اتفاق لوقف إطلاق النار في 9 نوفمبر 2020.

## نظرة عامة
بموجب الاتفاقية سيتبادل الطرفان أسرى الحرب وجثث القتلى وعلاوة على ذلك، ستنسحب القوات الأرمينية من الأراضي الخاضعة للسيطرة الأرمينية المحيطة بمرتفعات - قره باغ بحلول 1 ديسمبر. وعلاوة على ذلك، سيتم نشر قوة حفظ سلام روسية قوامها 2,000 فرد من القوات البرية الروسية في المنطقة لمدة لا تقل عن خمس سنوات لحماية ممر لاتشين الواقع بين أرمينيا ومنطقة مرتفعات - قره باغ. ووفقا لاذربيجان فان القوات التركية ستشارك أيضا في عملية حفظ السلام. وبالإضافة إلى ذلك، ستحصل أذربيجان على ممر إلى جيب نخجوان، المنفصل عن أذربيجان، عبر قطاع من الأراضي الأرمينية القريبة من الحدود مع تركيا وإيران. كما ستضمن القوات الروسية الطرق التي تربط أذربيجان بنخجوان.

## شروط الاتفاق
وينص اتفاق الهدنة المتعدد الأطراف على ما يلي:
نحن رئيس أذربيجان، إلهام علييف، ورئيس وزراء جمهورية أرمينيا نيكول باشينيان، ورئيس الاتحاد الروسي فلاديمير بوتين، نقول ما يلي:
- وقف كامل لإطلاق النار وإنهاء جميع الأعمال العدائية في نزاع قره باغ اعتبارا من الساعة 00:00 بتوقيت موسكو في 10 نوفمبر 2020. إن جمهورية أذربيجان وجمهورية أرمينيا، المشار إليهما فيما يلي باسمي الطرفين، يتوقفان عند موقعيهما.
- تعود مقاطعة آقدام إلى جمهورية أذربيجان بحلول 20 نوفمبر 2020.
- وعلى طول خط التماس في مرتفعات - قره باغ وعلى طول ممر لاتشين، ستكون هناك وحدة لحفظ السلام تابعة للاتحاد الروسي، يبلغ قوامها 1960 فردا عسكريا مع أسلحة صغيرة، و90 ناقلة جنود مدرعة، و380 وحدة آلية ومعدات خاصة.
- وتنشر وحدة حفظ السلام التابعة للاتحاد الروسي بالتوازي مع انسحاب القوات المسلحة الأرمينية. وتبلغ مدة وحدة حفظ السلام التابعة للاتحاد الروسي 5 سنوات مع التجديد التلقائي لفترات السنوات الخمس القادمة، إذا لم يذكر أي من الأطراف خلاف ذلك قبل 6 أشهر.
- ومن أجل تحسين فعالية الرقابة على تنفيذ الأطراف في اتفاقات الصراع، يجري نشر مركز لحفظ السلام لمراقبة وقف إطلاق النار.
- وستعيد جمهورية أرمينيا إلى أذربيجان مقاطعة كلبجر بحلول 15 نوفمبر 2020، و‌مقاطعة لاتشين بحلول 1 ديسمبر. ولا يزال ممر لاتشين (5 كيلومترات (3.1 ميل) الذي سيوفر الاتصالات إلى ناغورونو - قره باغ مع أرمينيا، دون أن يؤثر على مدينة شوشة، تحت سيطرة وحدة حفظ السلام التابعة للاتحاد الروسي.
- وبموافقة الطرفين، سيتم تحديد خطة بناء في السنوات الثلاث المقبلة لطريق جديد للتنقل على طول ممر لاتشين، يوفر وصلة بين مرتفعات - قره باغ وأرمينيا مع إعادة نشر لاحق لفرقة حفظ السلام الروسية لحراسة هذا الطريق.
- وتكفل جمهورية أذربيجان سلامة حركة المرور على طول ممر لاتشين للمواطنين والمركبات والسلع في كلا الاتجاهين.
- يعود المشردون داخليا واللاجئون إلى أراضي ناغورنو - قره باغ والمناطق المجاورة تحت سيطرة مكتب المفوضية العليا للاجئين التابعة للامم المتحدة.
- ومن المقرر أن يتم تبادل أسرى الحرب، والرهائن، وغيرهم من المحتجزين فضلا عن رفات الضحايا.
- جميع الروابط الاقتصادية وخطوط النقل في المنطقة يجب أن تُزال وتكفل جمهورية أرمينيا سلامة وصلات النقل بين المناطق الغربية من جمهورية أذربيجان وجمهورية نخجوان المتمتعة بالحكم الذاتي من أجل تنظيم حركة المواطنين والمركبات والبضائع دون عوائق في كلا الاتجاهين. وتتولى مراقبة النقل هيئات دائرة الحدود التابعة لجهاز الأمن الاتحادي في روسيا.
- بموافقة الطرفين، سيتم بناء اتصالات جديدة في مجال النقل تربط جمهورية نخجوان المتمتعة بالحكم الذاتي بمناطق أذربيجان.

## ردود الفعل
بعد توقيع الاتفاق، صرح رئيس وزراء ارمينيا نيكول باشينيان ان «هذا ليس نصراً، ولكن لا توجد هزيمة حتى تعتبر نفسك مهزوماً، لن نعتبر أنفسنا مهزومين أبداً، وهذا سيصبح بداية جديدة لحقبة من وحدتنا الوطنية وبعثنا من جديد». واندلعت احتجاجات عنيفة في يريفان عقب الإعلان عن اتفاق لوقف إطلاق النار. تعرض رئيس برلمان أرمينيا آرات ميرزويان للضرب من قبل الغوغاء الغاضبين.
فيما يتعلق بالاتفاق قال رئيس أذربيجان الهام علييف ان "هذا البيان يشكل استسلاما لارمينيا. هذا البيان يضع حداً لاحتلال دام سنوات.". واندلعت احتفالات واسعة النطاق في جميع أنحاء أذربيجان، خاصة في باكو عندما أعلن عن الاتفاق.

## وصلات خارجية
- النص الكامل للاتفاق